# Jan Zawiślak
Jan Zawiślak (ur. 27 listopada 1946 w Rokitowie) – polski działacz partyjny i państwowy, w latach 1984–1986 wicewojewoda lubelski.

## Życiorys
Syn Pawła i Katarzyny. Działał w Związku Młodzieży Wiejskiej jako wiceprzewodniczący zarządu szkolnego. Później wstąpił do Związku Młodzieży Socjalistycznej, należał do plenum i prezydium zarządu uczelnianego i był prezesem jego struktur na UMCS. Ukończył studia matematyczne na Wydział Matematyczno-Fizyczno-Chemicznym Uniwersytetu Marii Curie-Skłodowskiej. Od grudnia 1974 do maja 1979 był przewodniczącym Rady Wojewódzkiej Federacji Socjalistycznych Związków Młodzieży Polskiej.
W 1968 wstąpił do Polskiej Zjednoczonej Partii Robotniczej, należał do jej Komitetu Uczelnianego. Od 1971 do 1972 działał jako instruktor w Wydziale Organizacyjnym, a od 1972 do 1975 starszy instruktor i kierownik w Kancelarii I Sekretarza Komitetu Wojewódzkiego PZPR w Lublinie. W latach 1975–1979 zasiadał w egzekutywie KW PZPR w Lublinie, następnie w ramach Komitetu Wojewódzkiego kierował Wydziałem Pracy Ideowo-Wychowawczej (1979–1981) i Wydziałem Polityczno-Organizacyjnego (1981–1984). Od 16 kwietnia 1984 do 31 grudnia 1986 pełnił funkcję wicewojewody lubelskiego.